# Rio Piauí (vattendrag i Brasilien, Sergipe)
Rio Piauí är ett vattendrag i Brasilien.   Det ligger i delstaten Sergipe, i den östra delen av landet, 1 200 km öster om huvudstaden Brasília.
Trakten runt Rio Piauí består huvudsakligen av våtmarker.